# 塞亞卡德珀杜雷鄉
44°22′N 23°18′E / 44.367°N 23.300°E
塞亞卡德珀杜雷鄉（羅馬尼亞語：Comuna Seaca de Pădure, Dolj），是羅馬尼亞的鄉份，位於該國西南部，由多爾日縣負責管轄，處於布加勒斯特以西220公里，每年平均降雨量1,015毫米，海拔高度239米，2007年人口1,243。